# Senfkorn
Als Senfkorn (lateinisch granum sinapis) wird der Samen einiger Vertreter der Pflanzengattungen Senf und Kohl bezeichnet.

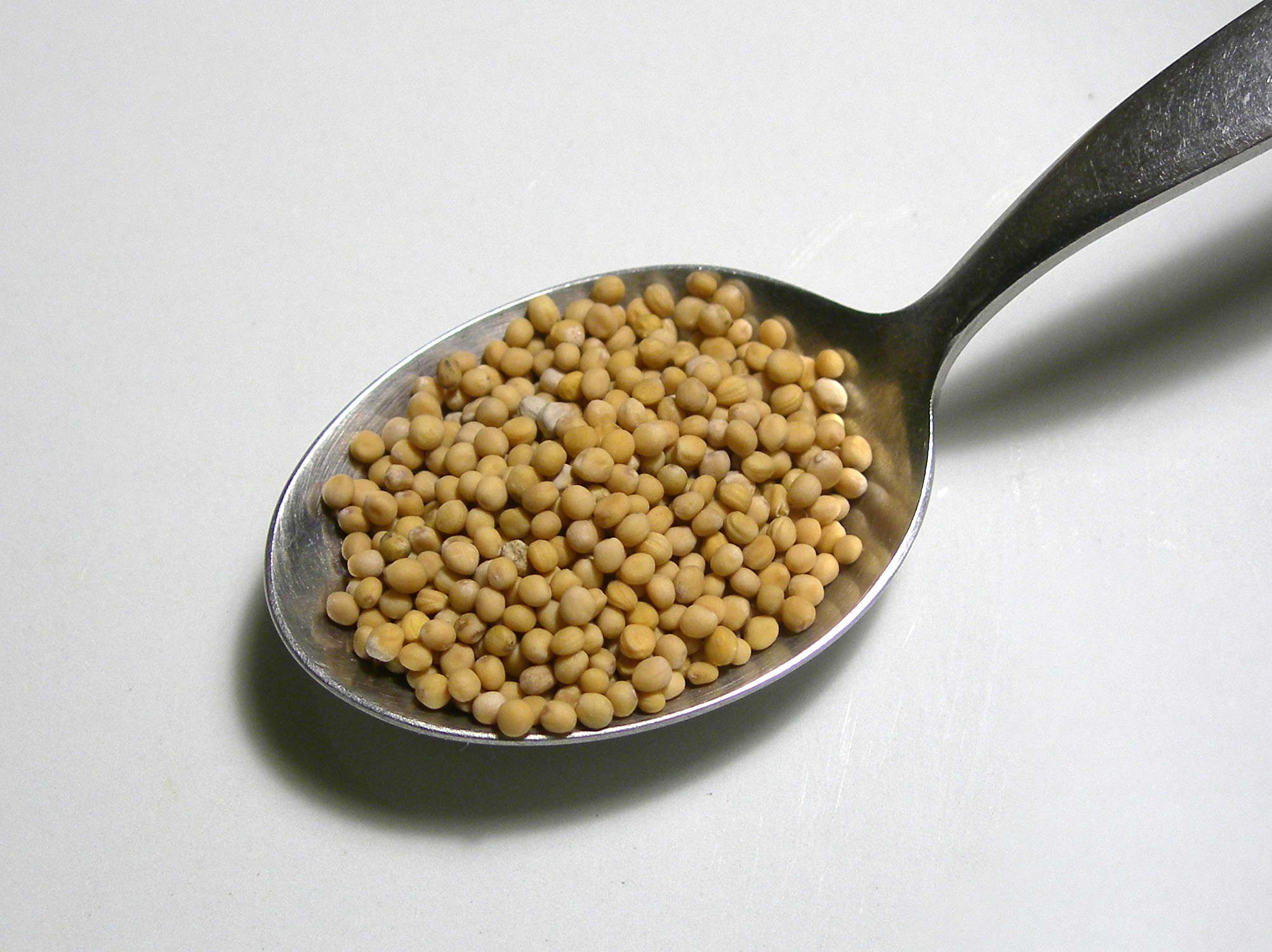
Weiße Senfkörner

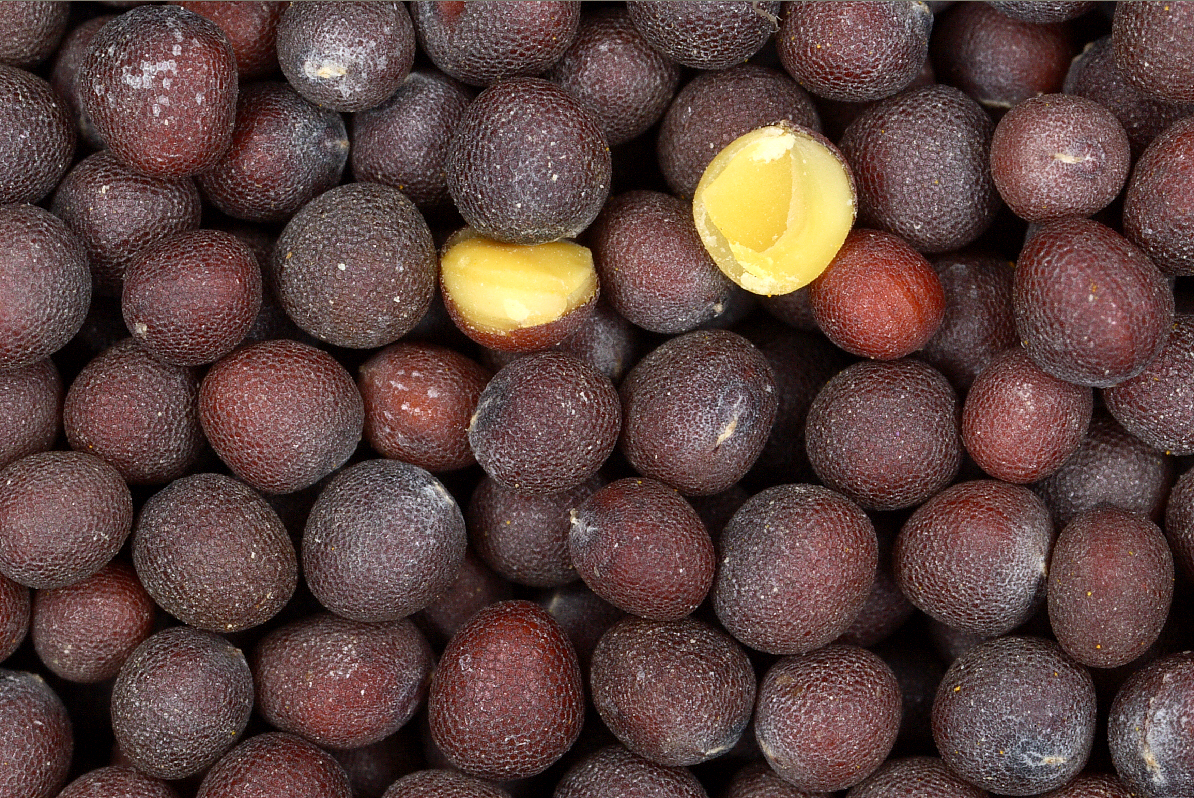
Schwarze Senfkörner

Der Samen des Schwarzen Senfs besteht aus schwärzlich-braunroten Kügelchen, welche dicht mit Grübchen besetzt sind und einen bitterlich-scharfen Geschmack haben. Der Samen des Weißen Senfs besteht aus gelben, glatten Kügelchen, die nur scharf schmecken. Schon lange Zeit wurden verarbeitete schwarze und ganze weiße Körner als Medizin verwendet. Als ganze Körner werden beide zum Kochen, Braten und Marinieren verwendet. Nur jene des Weißen Senfs werden beispielsweise zum Einlegen von Senfgurken und Mixed Pickles sowie zur Wurstherstellung verwendet. Aus den Körnern beider Samen werden verschiedene Senf-Produkte erzeugt.

## Literarische Adaption
Obwohl keineswegs alle Senfsorten besonders kleine Samen hervorbringen, gilt das Senfkorn sowohl in der westlichen Kultur als auch in der asiatischen als Metapher für etwas sehr Kleines.
In seinem Gleichnis vom Senfkorn (Mt 13,31-32 ; Mk 4,30-32 ) bezeichnet Jesus es als das kleinste aller Samenkörner, aus dem doch etwas recht Großes wird. Es ist wahrscheinlich, dass er sich dabei auf den Samen des Schwarzen Senfs bezieht. In Bezugnahme auf dieses Gleichnis werden kleine Bibeln als Senfkornbibel bezeichnet. Einige christliche Initiativen tragen den lateinischen oder deutschen Begriff in ihrem Namen, wie beispielsweise der Senfkorn-Orden. Ein berühmtes volkssprachiges, mystisches Gedicht oder sogar ein Liedtext, welches in mehreren Handschriften des 14. und 15. Jahrhunderts überliefert wurde, erhielt seinen Titel Granum sinapis durch einen lateinischen Kommentar, der dem Theologen Meister Eckhart zugeschrieben wird.
Shane Claiborne deutet das Gleichnis in einer Weise, dass der Vergleichsgegenstand des Senfkorns nicht die Kleinheit des Samens und die Größe der Pflanze ist, sondern die unkrautartig schnelle Ausbreitung des Reiches Gottes.